# Sãozinha de Alenquer
Maria da Conceição Fróis Gil Ferrão de Pimentel Teixeira, mais conhecida por Sãozinha de Alenquer, popularmente denominada Florinha de Abrigada (Coimbra, 1 de fevereiro de 1923 – Lisboa, 6 de junho de 1940), foi uma jovem católica conhecida por sua piedade espiritual, devotada popularmente por sua fama de santidade no lugar de Abrigada e na vila de Alenquer, em Portugal.

## Biografia
Filha de Alfredo da Silva Pimentel Teixeira, natural de Gavião, Gavião, e de sua mulher Maria Luísa Froes da Silva Gil Ferrão Pimentel, natural de Alenquer, Maria da Conceição Fróis Gil Ferrão de Pimentel Teixeira, conhecida pelo nome de Sãozinha de Alenquer ou Florinha de Abrigada, nasceu a 1 de fevereiro de 1923, no Largo da Sé Nova em Coimbra. Embora a mãe de Sãozinha desejasse que o baptismo fosse o mais rápido possível, só a 12 de abril desse ano se pode realizar a cerimónia, na igreja paroquial de Gavião, Gavião, em atenção à sua avó paterna que vivia nesta vila.
Por parte da mãe, a Sãozinha descendia, pelo lado da avó materna, de duas famílias fidalgas: a dos Pessoa e a dos de Amorim, que viriam a fixar-se em Alenquer. A ascendência paterna vinha da união de duas famílias nobres: os Pimentel e os Teixeira. Da nobre estirpe dos Pimentéis descendem D. Nuno Álvares Pereira, a Sereníssima Casa de Bragança e grande parte das Casas Reais europeias. Da família dos Teixeira, uma das mais antigas e ilustres de Espanha, deriva D. Tafez Serracin, rico-homem e senhor de Lanhoso, da casa militar do Conde D. Henrique e descendente de D. Favila, Rei das Astúrias. Um dos descendentes desta família, Serafim Maria Pimentel Teixeira, natural de Alvaiázere viria a casar-se com Maria Capitolina da Conceição da Silva Pimentel, natural de Gavião, que viriam a ser os avós paternos de Sãozinha, estando agora explicada a sua ligação à vila de Gavião, Gavião.
Menina rica, filha única, bonita, aluna distinta, condecorada com muitas medalhas pelos seus triunfos escolares, piedosa, pura como um anjo. Precoce e inteligente, sempre preocupada com o próximo, Sãozinha teve uma infância igual à de tantas outras crianças, mas cedo aprendeu a viver os sofrimentos dos outros, dos pais e dos estranhos. Quando em Abril do ano de 1929, Sãozinha ingressou na escola em Abrigada, Alenquer, onde sempre viveu com os pais, já sabia soletrar e escrever o seu nome. Receando os pais pô-la em contacto com outras crianças, esta aluna exemplar, tão precoce no raciocínio respondeu-lhes que
Gostaria de estudar junto às mais pobres, pois, como a respeitavam, não diriam nomes feios ao pé dela e, se os dissessem saberia ensinar-lhes que era pecado.
Sempre se fez notar pela sua delicadeza, pudor e extrema religiosidade. O seu amor a Jesus, Nossa Senhora e Santa Teresinha foi uma constante ao longo da sua vida e manifestou-se desde muito novinha.
Até quando a família ia a banhos para a Praia de Santa Cruz a Sãozinha embora fosse uma criança alegre, tinha sempre uma extrema preocupação para que, com a sua conduta, não desagradasse a Jesus.
Sofria uma grande tristeza: seu pai, médico distinto, não praticava a religião. Quanto sacrifícios e orações ofereceu pela sua conversão a filha querida! Sobretudo no Natal e Páscoa pedia e esperava tão grande graça. No Natal de 1939, o último que passou na terra, desabafa com a mãe: 
Ainda não foi desta que o paizinho recebeu Nosso Senhor e eu estava tão cheia de esperança, e nem sequer foi beijar o Menino Jesus como os outros !
Para arrancar ao Céu tão grande graça faz o maior de todos os sacrifícios: oferece a sua vida pela conversão do Pai. Aceitou o Senhor a heróica oferta. Depois de dois meses de atroz sofrimento, morre aos 17 anos de idade no hospital de S. Luís, em Lisboa, aos 6 de Junho de 1940.
Esmagado pela dor, continuava empedernido seu pai, até que chegou o dia da graça.
Aprouve a Deus -- escreve o Doutor Alfredo Pimentel -- que a missa do 30° dia, em sufrágio de alma da Sãozinha fosse rezada, justamente na igreja de São Francisco, em Alenquer, onde ela fizera a sua Primeira Comunhão, no dia mais feliz da sua vida. Ali, depois de evocar, com o coração retalhado de saudade, a doce figura da minha filha, as suas virtudes heróicas, a sua candura e simplicidade, toda a sua vida de amor e abnegação, revi, com a alma repassada de amargura, todo o meu passado de indiferença religiosa e compreendi que, para além da vida terrena, outra vida, mais perfeita e mais bela, nos espera no seio de Deus. Então, quase instintivamente, abeirei-me do confessionário e fiz com humildade a minha confissão aos pés do confessor, preparando-me assim para receber comovidamente a Sagrada Comunhão. Sãozinha, a minha querida Filha, acabava de ver realizado o que tão ardentemente pedia ao Senhor ! Desde então procuro, com a graça de Deus, cumprir todos os meus deveres de cristão.

## Perfumes
Logo a seguir à sua morte começaram a propagar-se os chamados perfumes da Sãozinha. Trata-se, ao que parece, da manifestação sobrenatural da presença da Sãozinha que, por meio de perfumes suavíssimos de flores, quer indicar que trata junto de Deus de obter graças para os que a invocam.

## Instituto de Beneficência Maria da Conceição Ferrão Pimentel

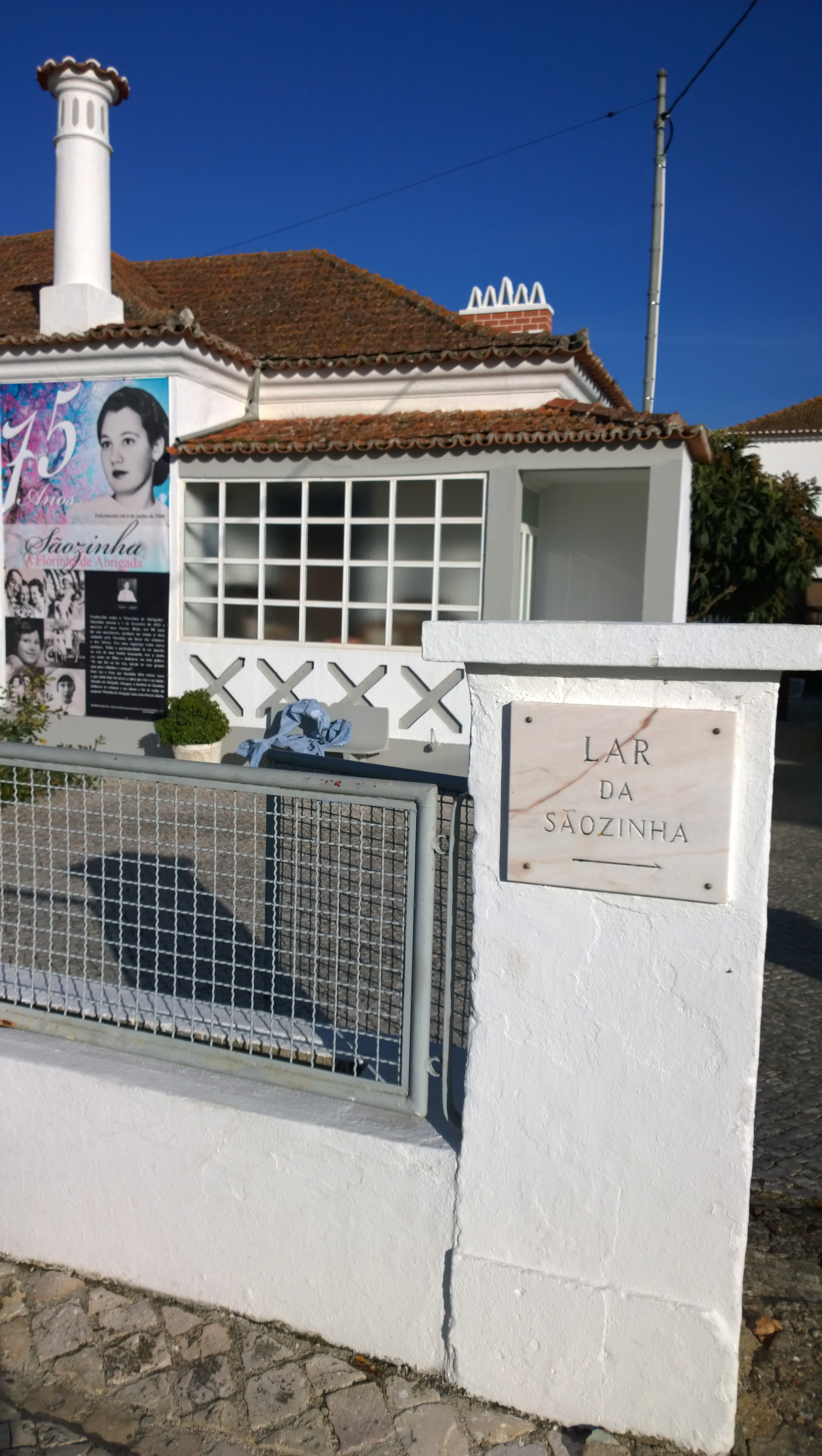
Lar da Sãozinha em Abrigada.

O Instituto de Beneficência Maria da Conceição Ferrão Pimentel, vulgarmente chamado de Instituto da Sãozinha ou Lar da Sãozinha (designação mais antiga), com sede na casa de Sãozinha, foi criado para perpetuar a sua memória e, conforme o seu desejo, os pais fundaram instituições de caridade, cuja manutenção provém de donativos. O Cardeal Patriarca de Lisboa deu personalidade jurídica a esta acção, erigindo canonicamente o Instituto de Beneficência Maria da Conceição Ferrão Pimentel, com sede em Abrigada, por provisão canónica de 8 de Outubro de 1970. Para dirigir esta obra e lhe dar continuidade, o mesmo prelado, a 19 de Março de 1971, criou uma associação religiosa, nos termos do cânon 688 então em vigor, com o título de Servas do Instituto da Sãozinha. Este instituto teve o seu início na própria casa da Sãozinha, em Abrigada. 
Durante a sua atividade de internato de crianças e jovens chegou a contar com cinco casas: duas em Abrigada, sendo uma junto à igreja paroquial e a outra onde viveu Sãozinha; uma em Alenquer, junto ao Convento de São Francisco; a casa de Gavião, oferta dos sobrinhos do pai da Sãozinha; e a casa de S. Martinho do Porto, antiga casa de férias da família. Eram cerca de 40 crianças e jovens que permanentemente viam nestas casas um digno abrigo, o teto, alimentação e formação que as familias não podem dar. A maioria eram orfãs e encontraram no Lar da Sãozinha a família que não tinham e o amor de que necessitavam e a que tinham direito. As Irmãs que lhes deram apoio sempre tentaram seguir o exemplo da Sãozinha que se compadecia pelos necessitados em especial, pelas crianças e velhinhos.
Sob a forma de IPSS, com dois órgãos sociais: um Conselho de Administração e um Conselho Fiscal; configura na sua atividade uma vertente de apoio social, a par da sua vertente religiosa.  
Atualmente (25-12-2017), o Instituto da Sãozinha na atividade de internato tem apenas a casa da "boa mãe", que serve de sede do mesmo, contando com a presença permanente de 6 residentes e as duas Irmãs, que continuam a dar vida à obra religiosa da Sãozinha. A par da obra religiosa, o Instituto desenvolveu capacidades na área social, tendo em atividade uma Creche, um Jardim de Infância, um Centro de Dia e um Serviço de Apoio Domiciliário. A atividade destas valências procura ter sempre presentes os valores e ensinamentos reflexos da vida da Sãozinha.
Instituto da Sãozinha
Largo da Sãozinha, 1
2580-041 Abrigada
Telefone: 263 799 175 / 263 790 122
Telemóvel: 932 799 177
e-mail: inst.saozinha@gmail.com
site: institutodasaozinha.pt

### Fotos da Casa da Sãozinha

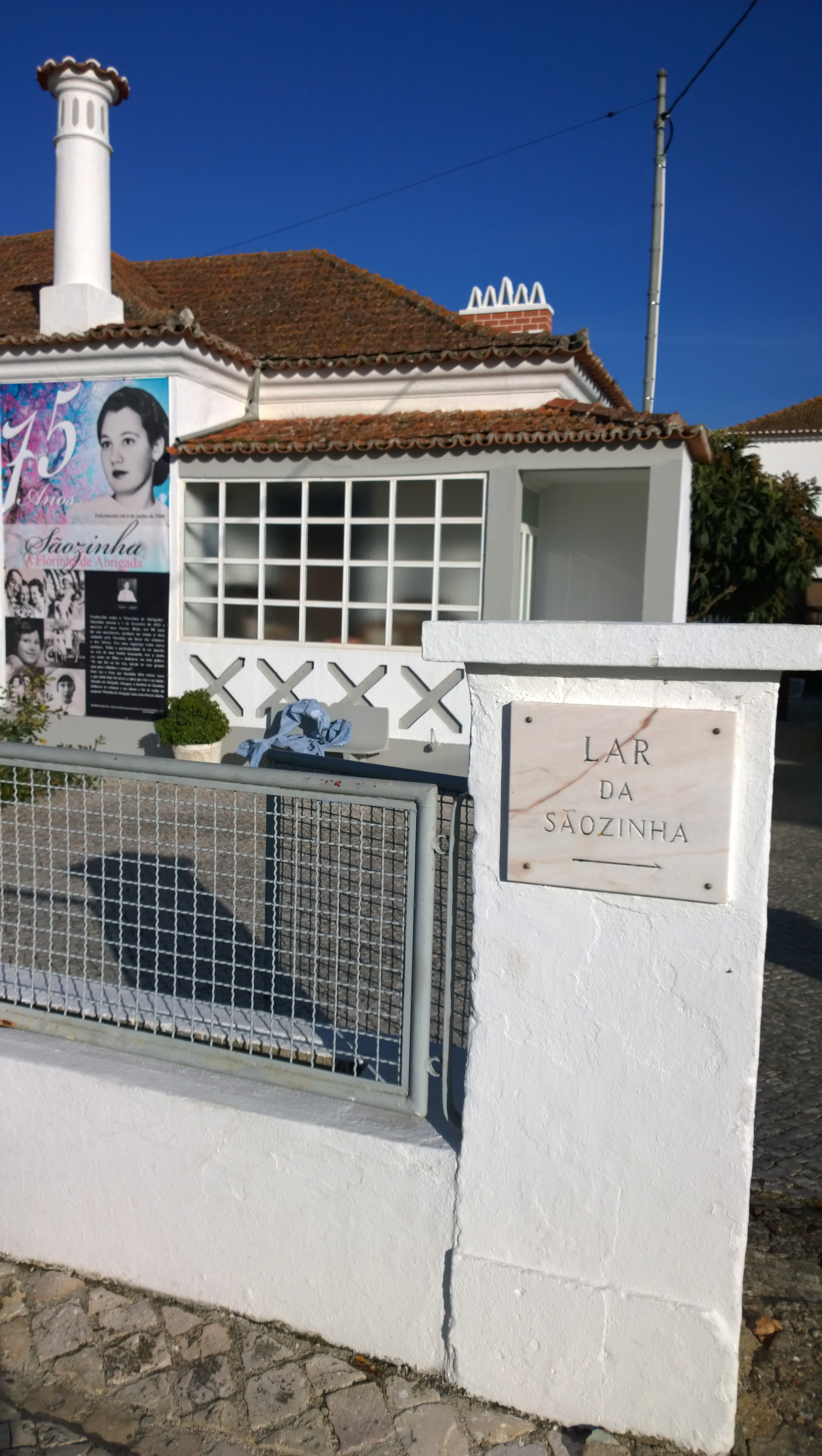
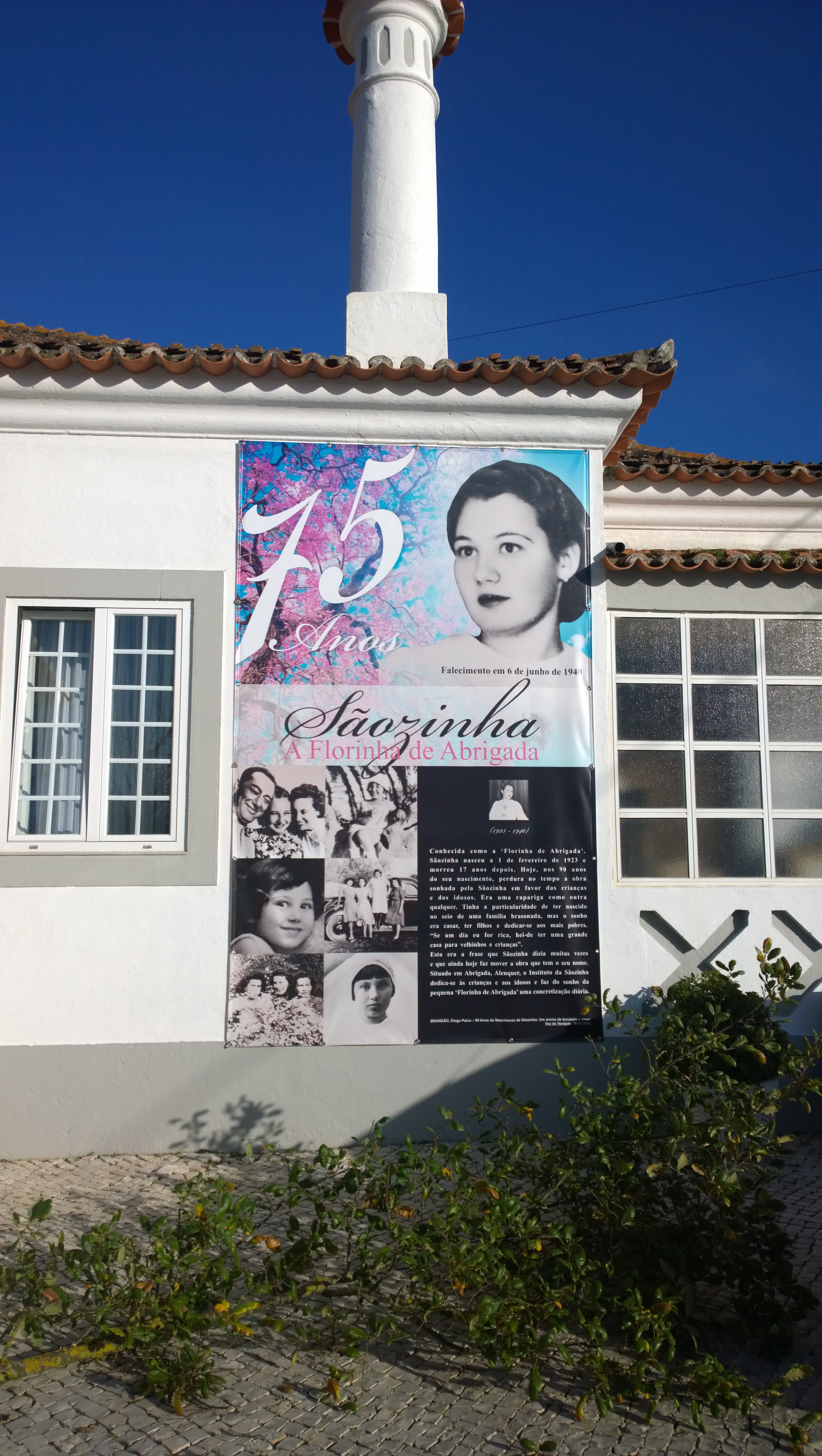
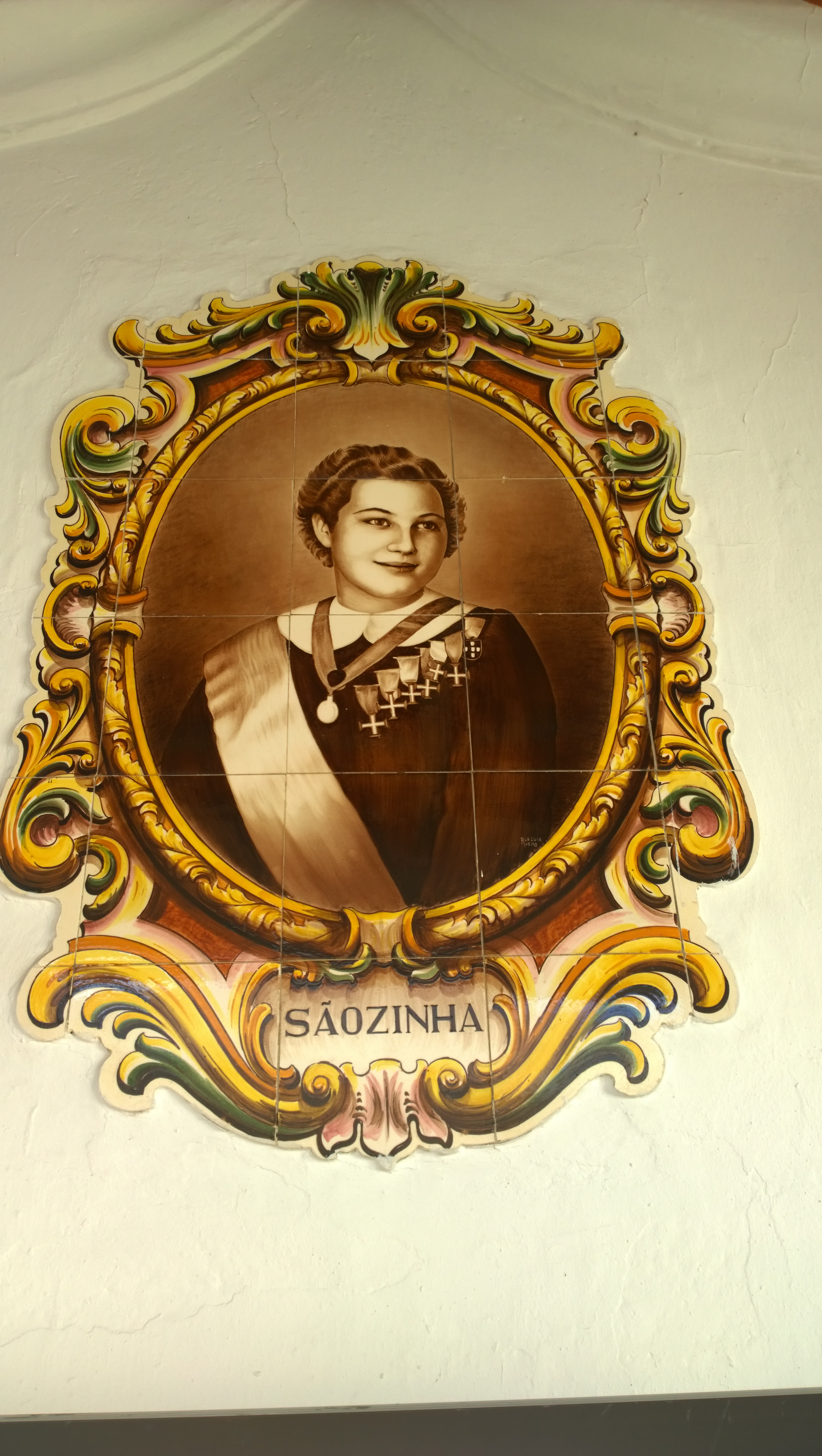
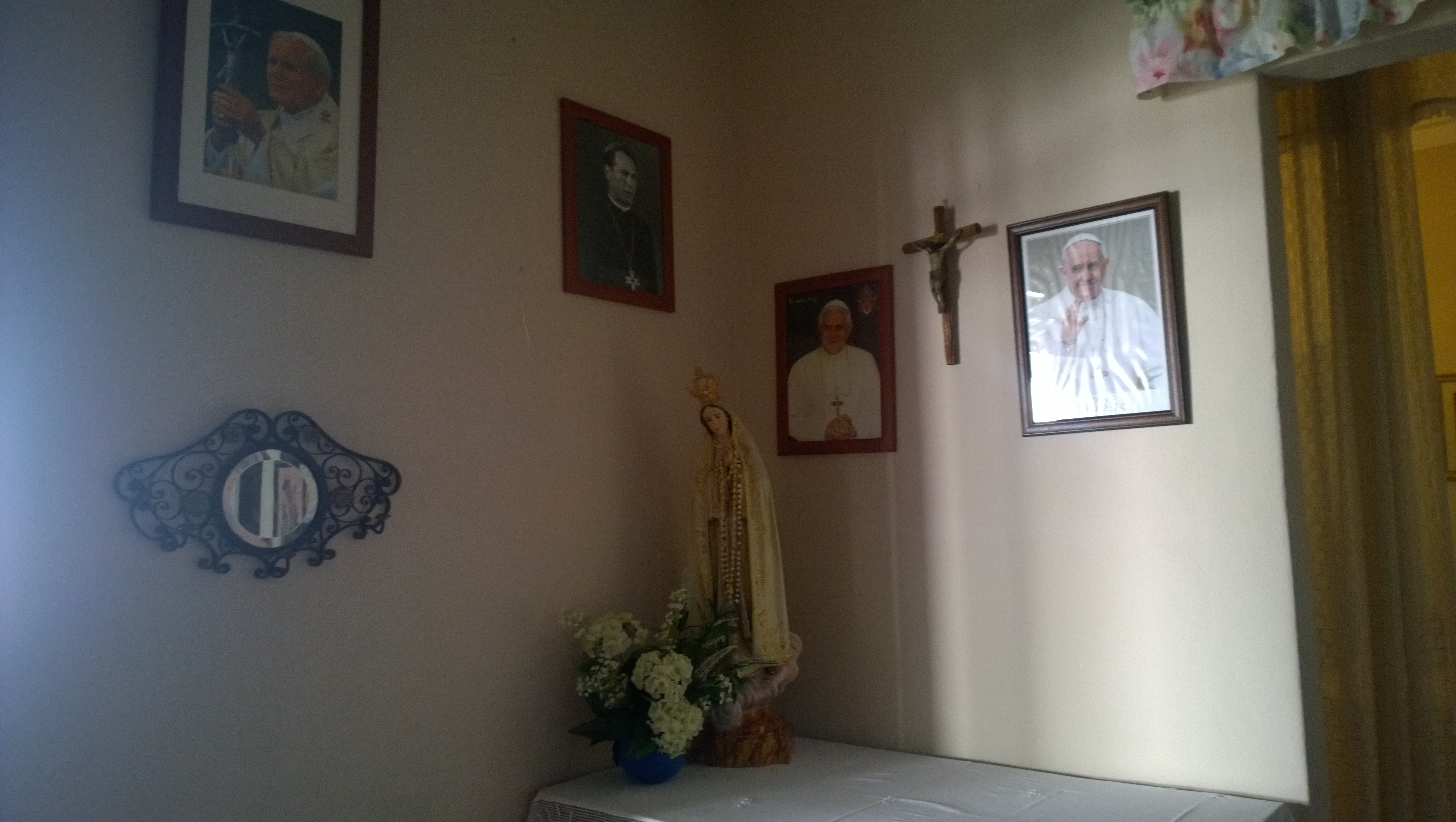
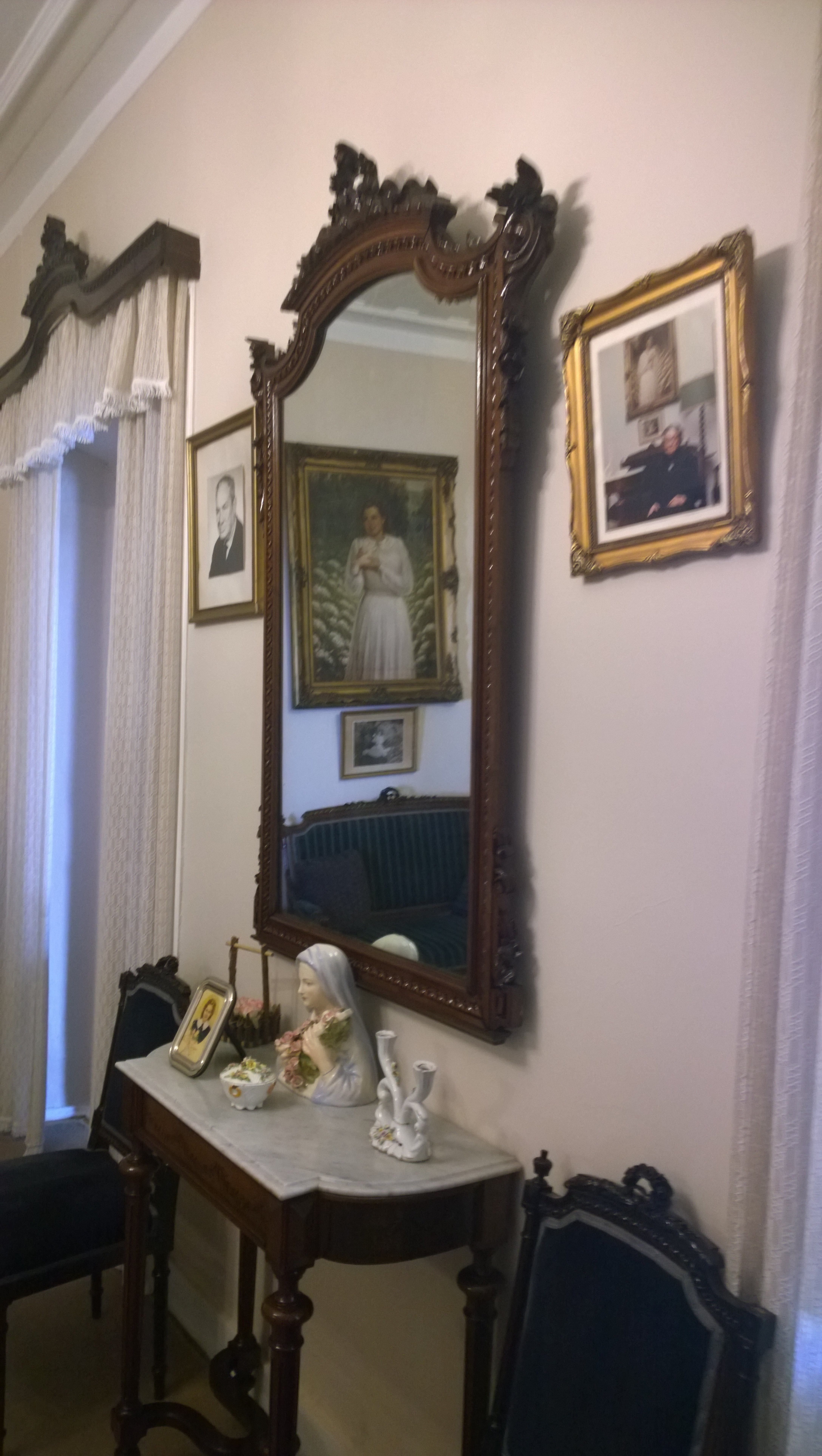
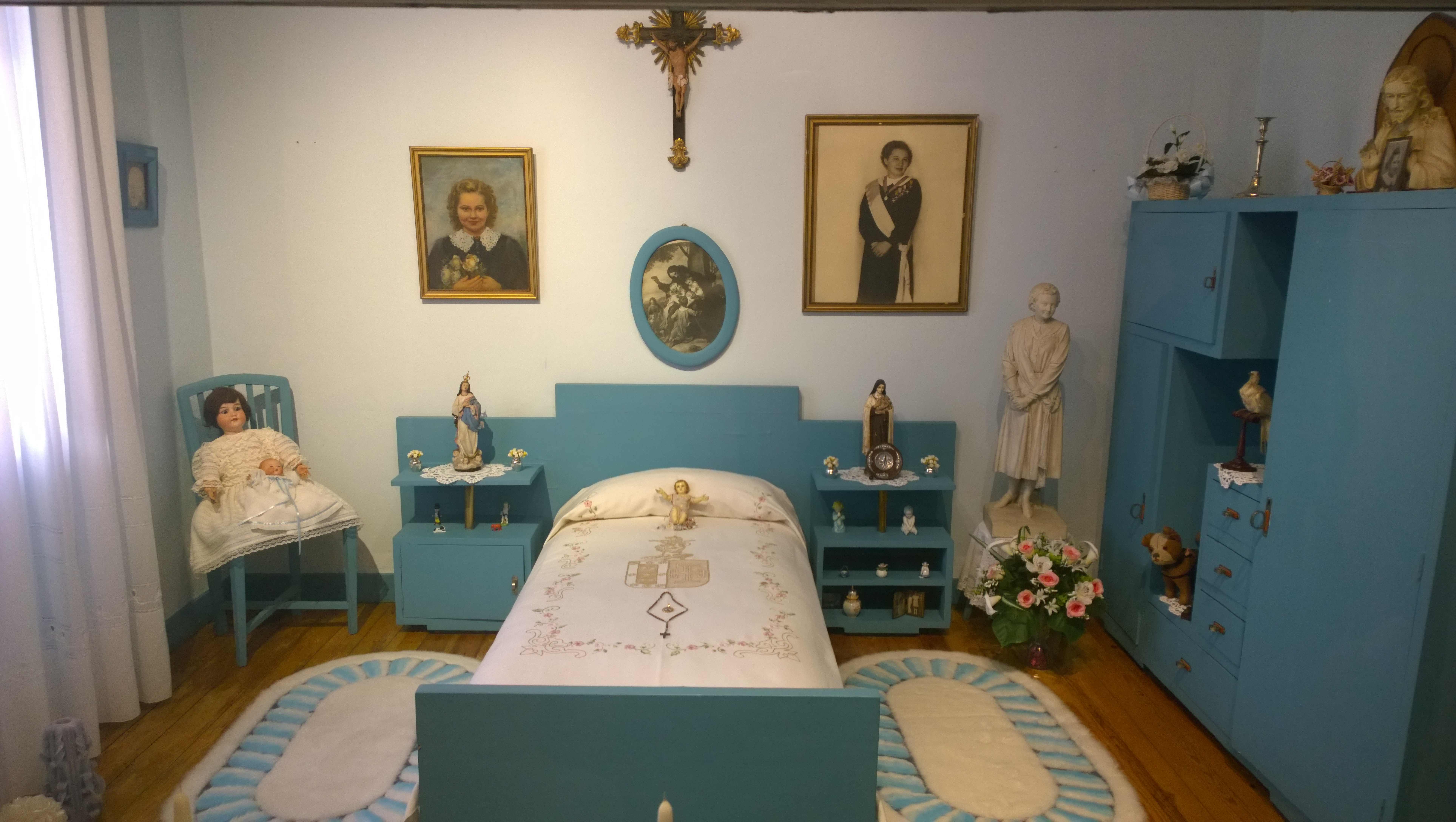
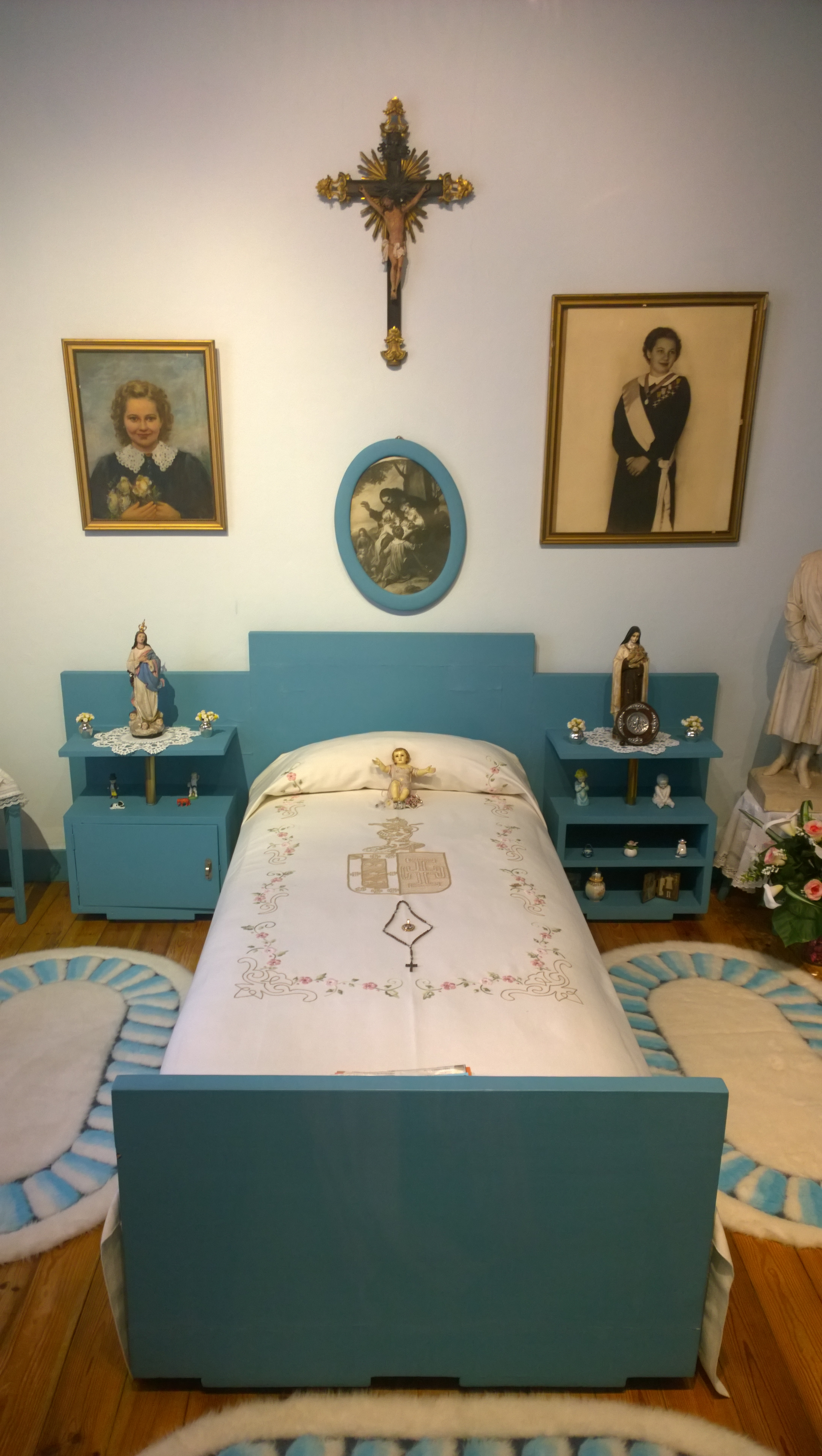
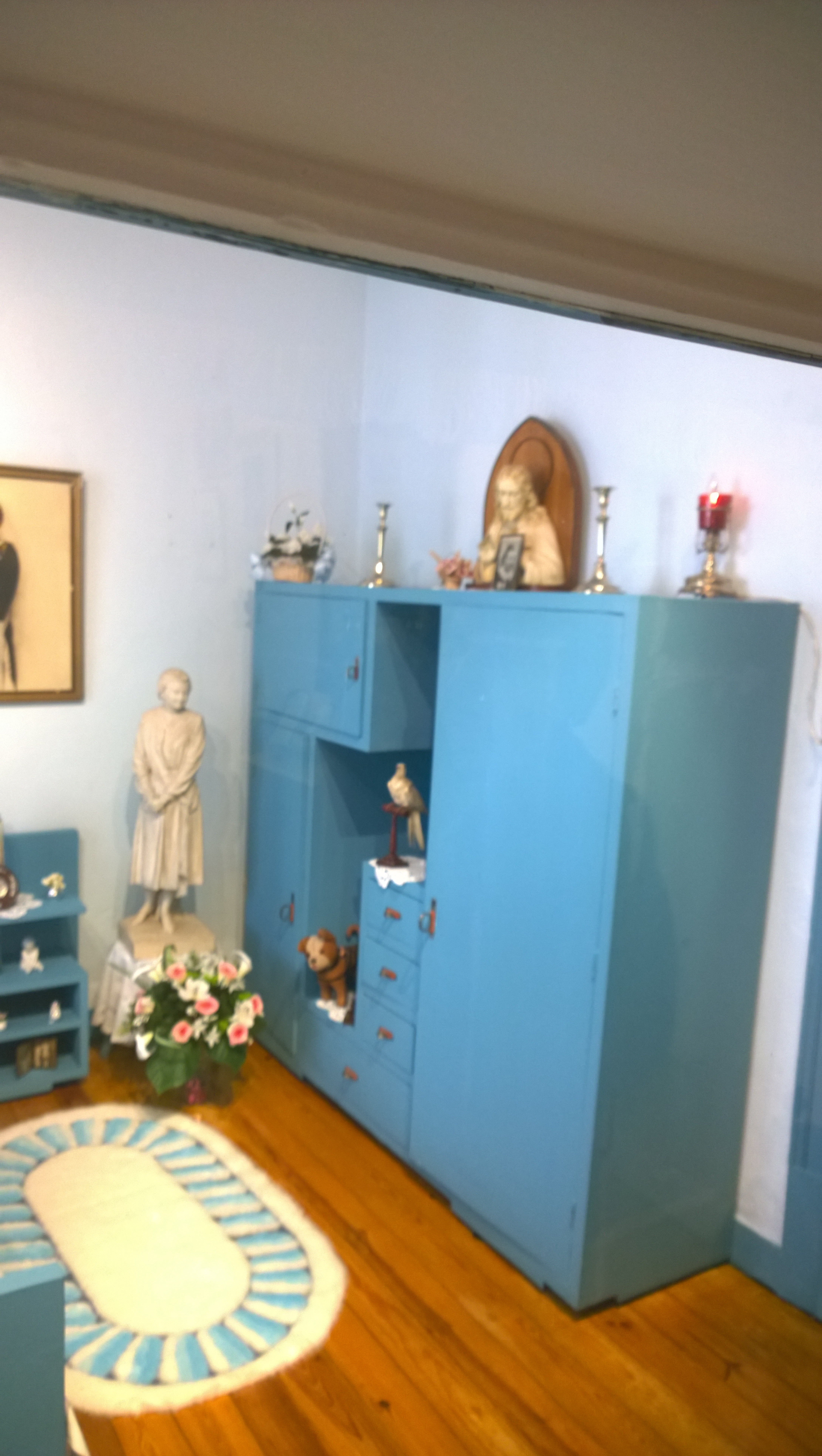
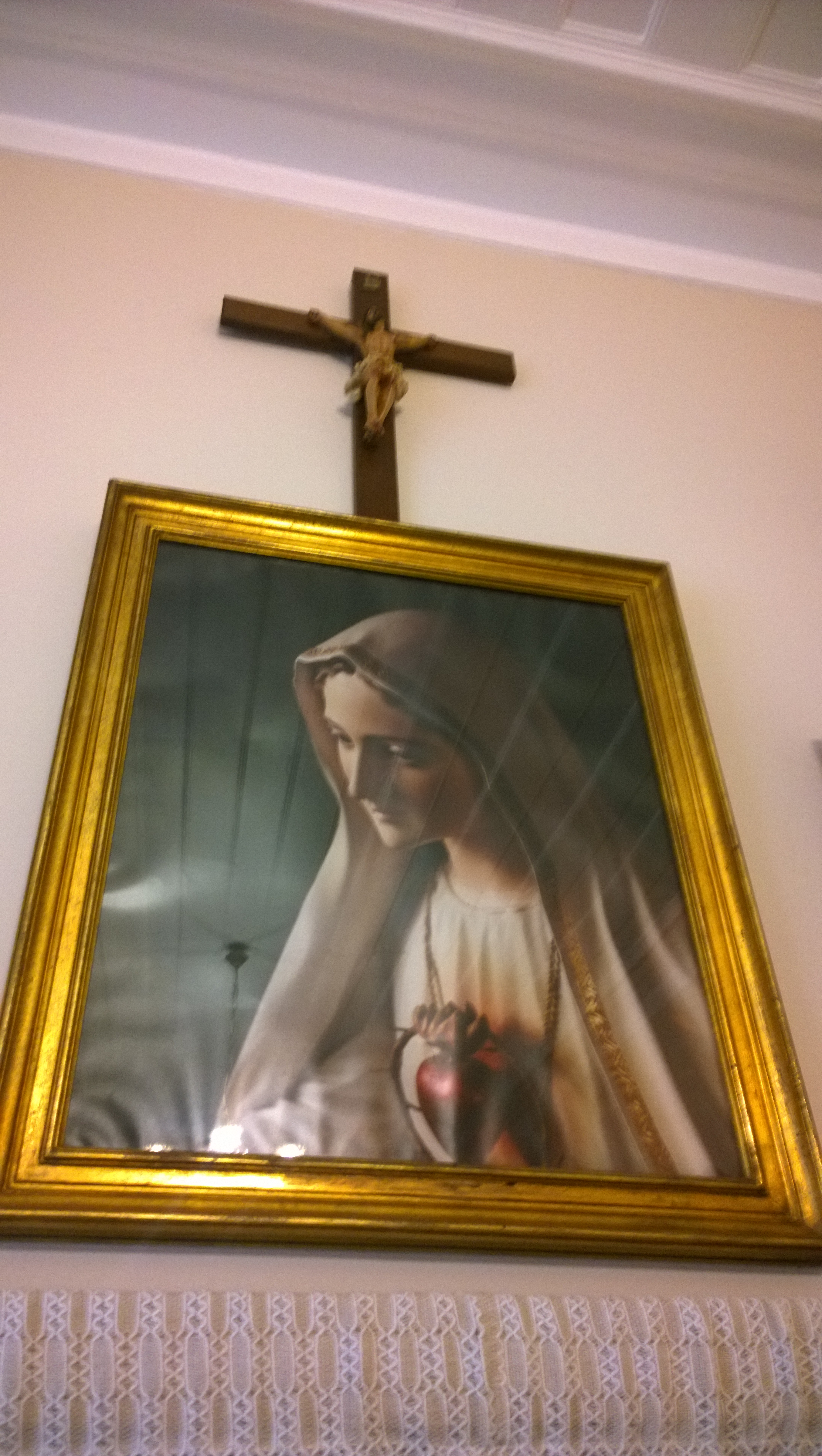
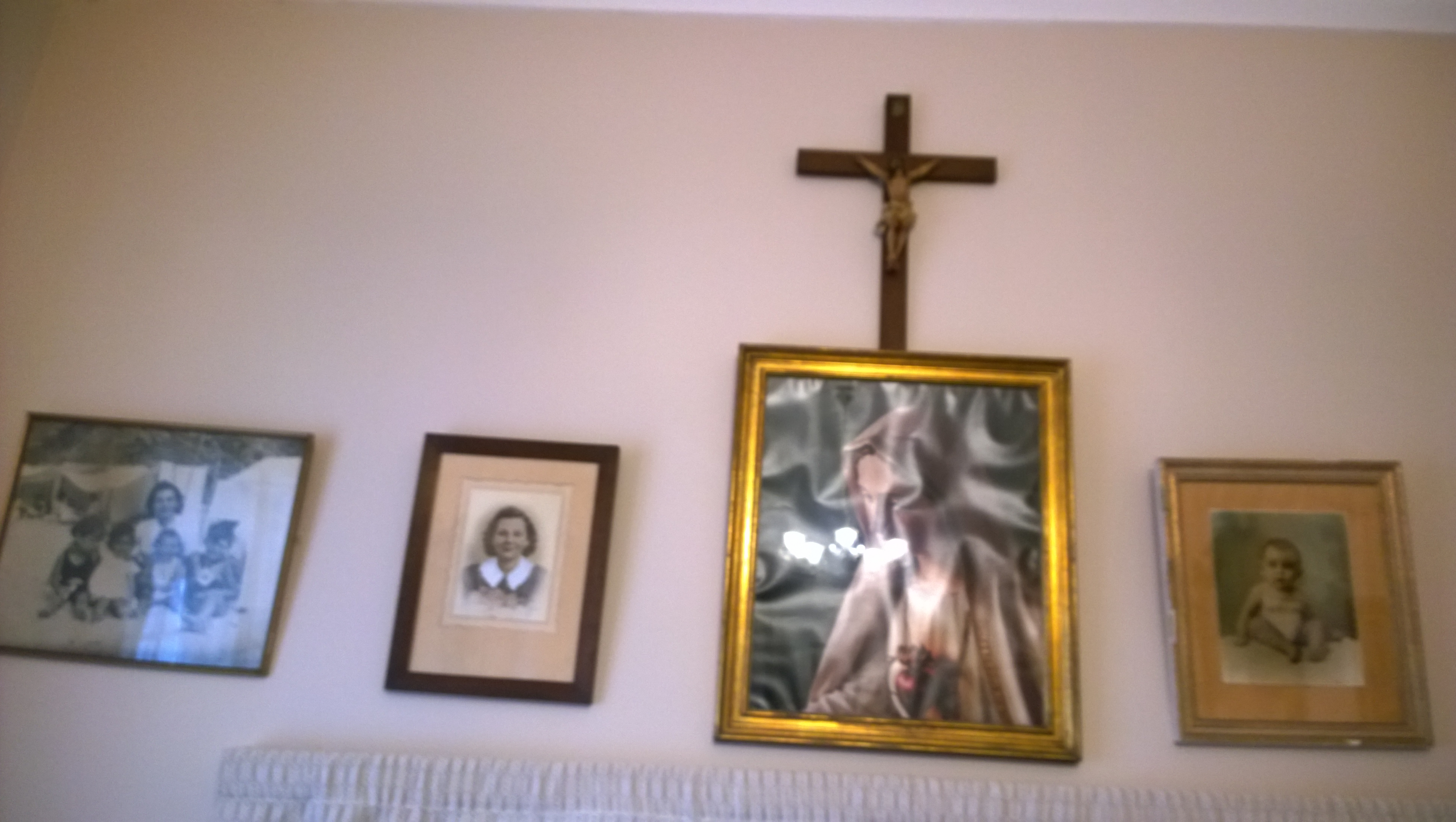
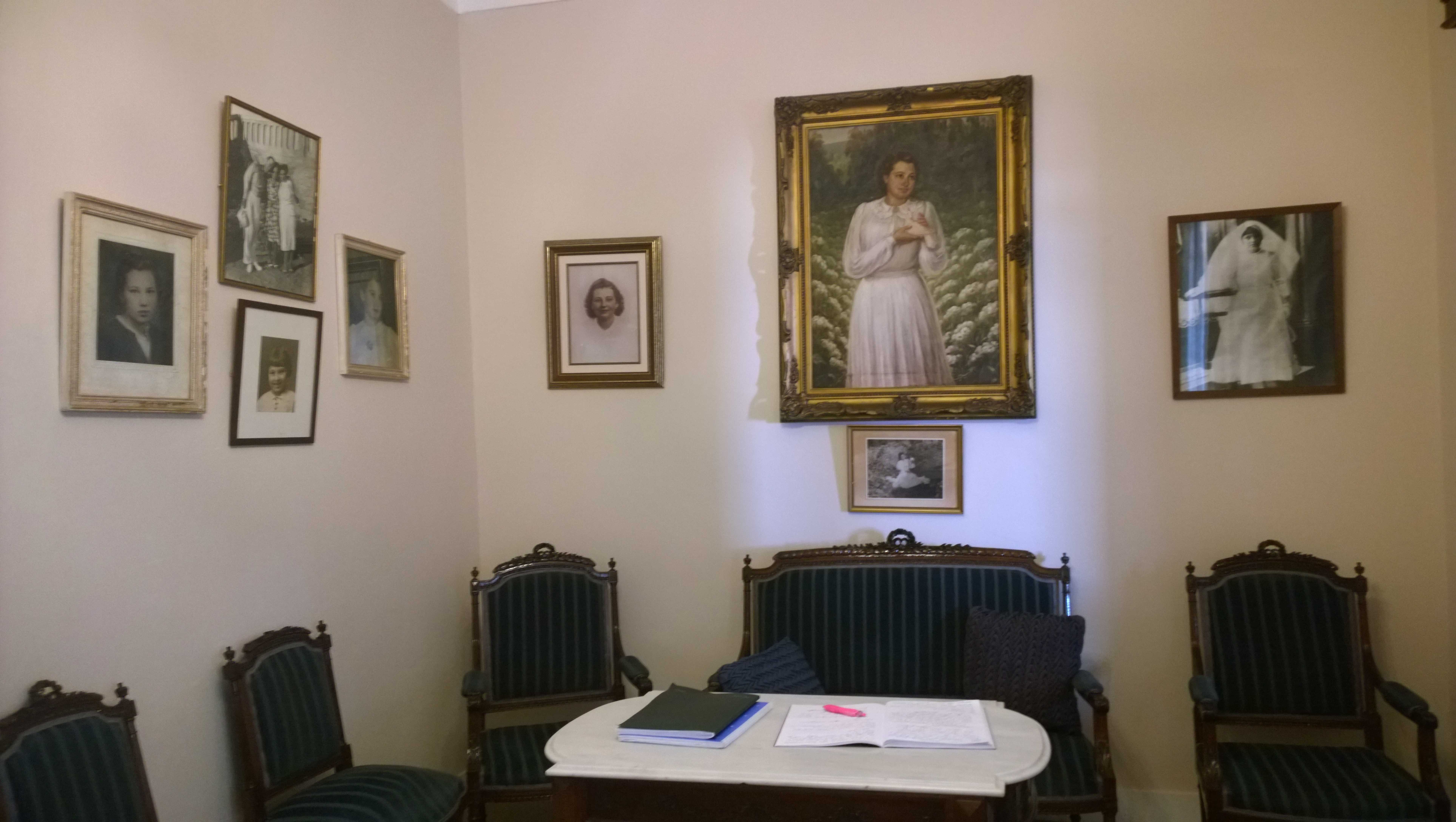
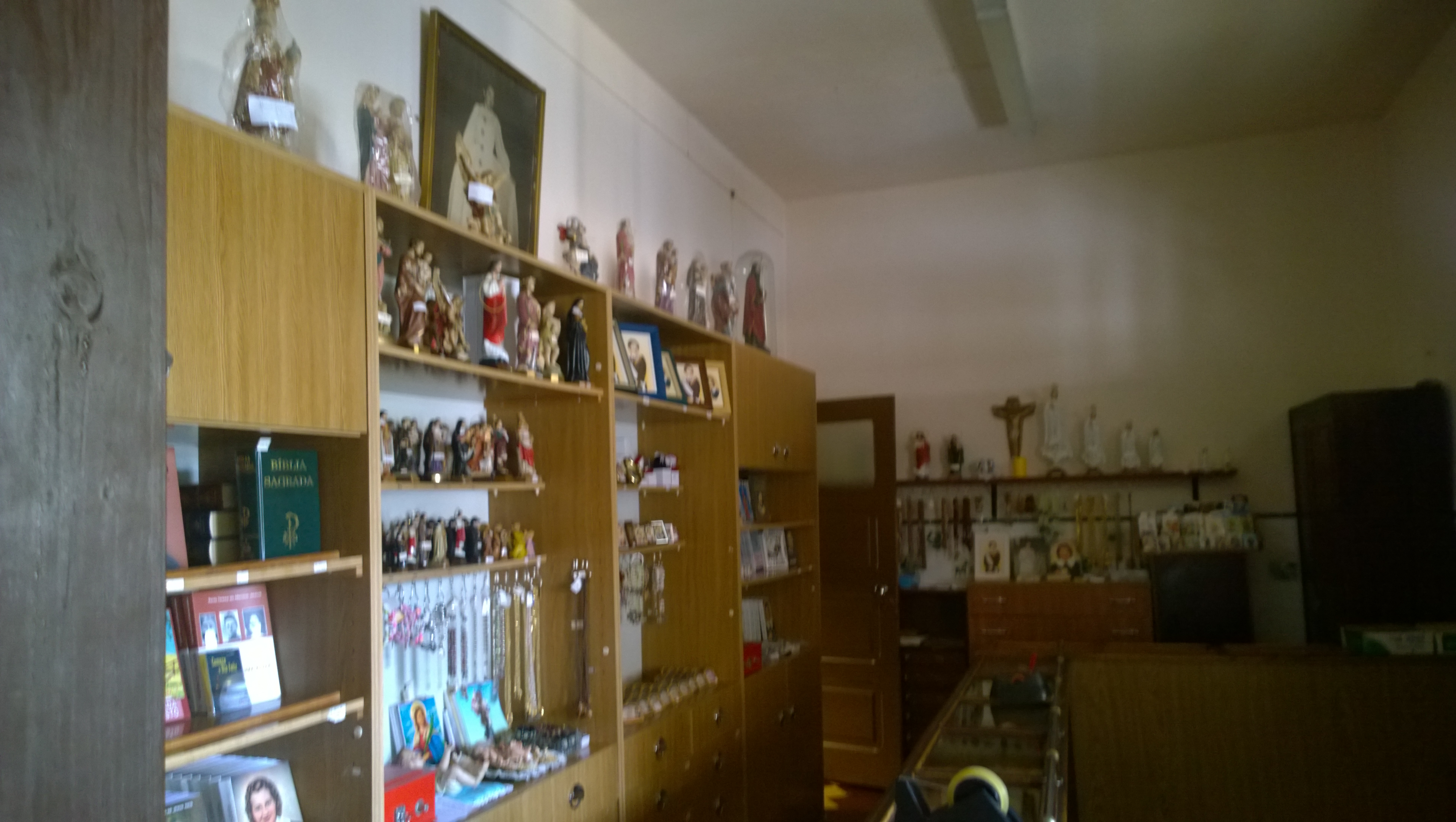
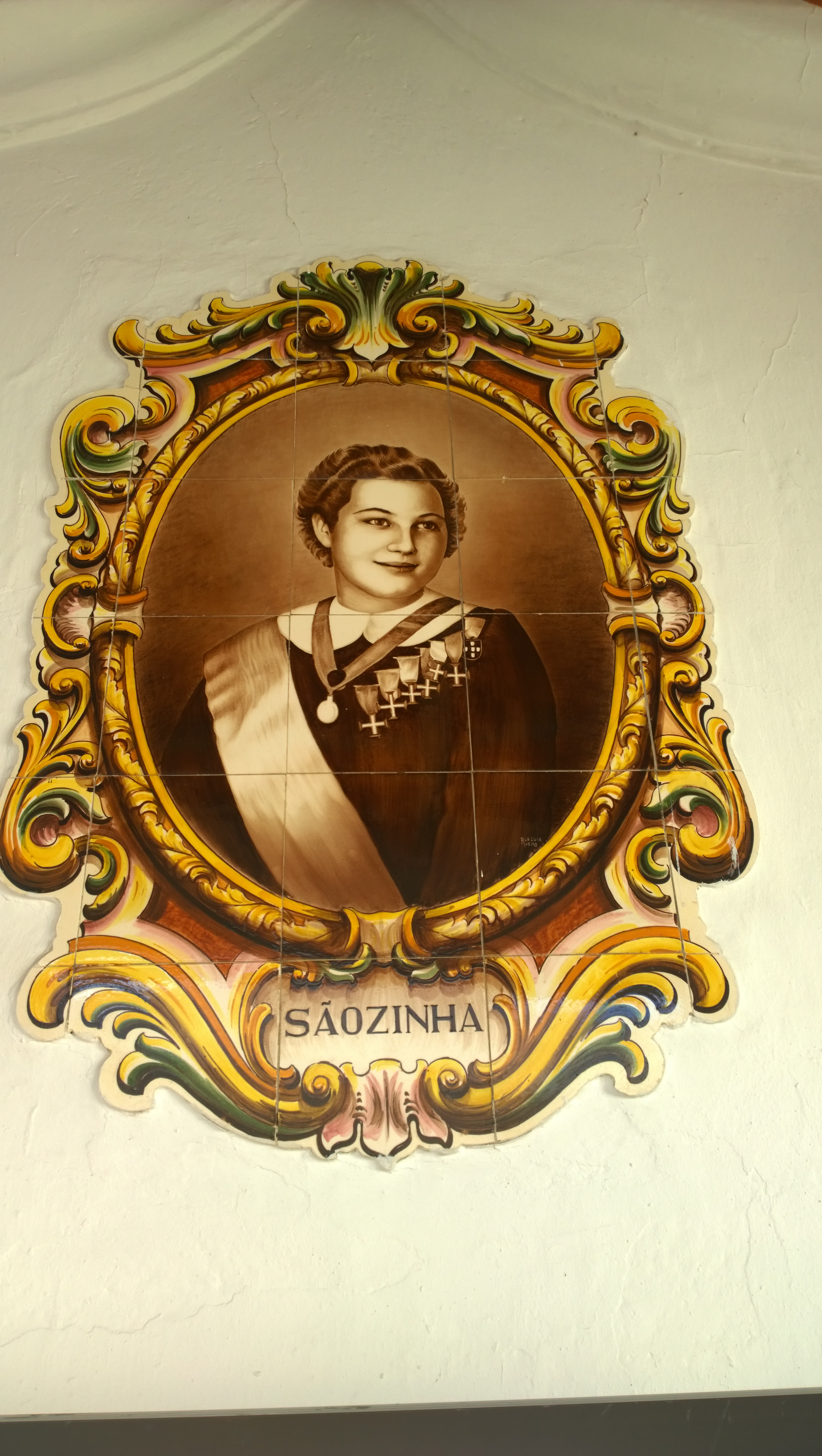
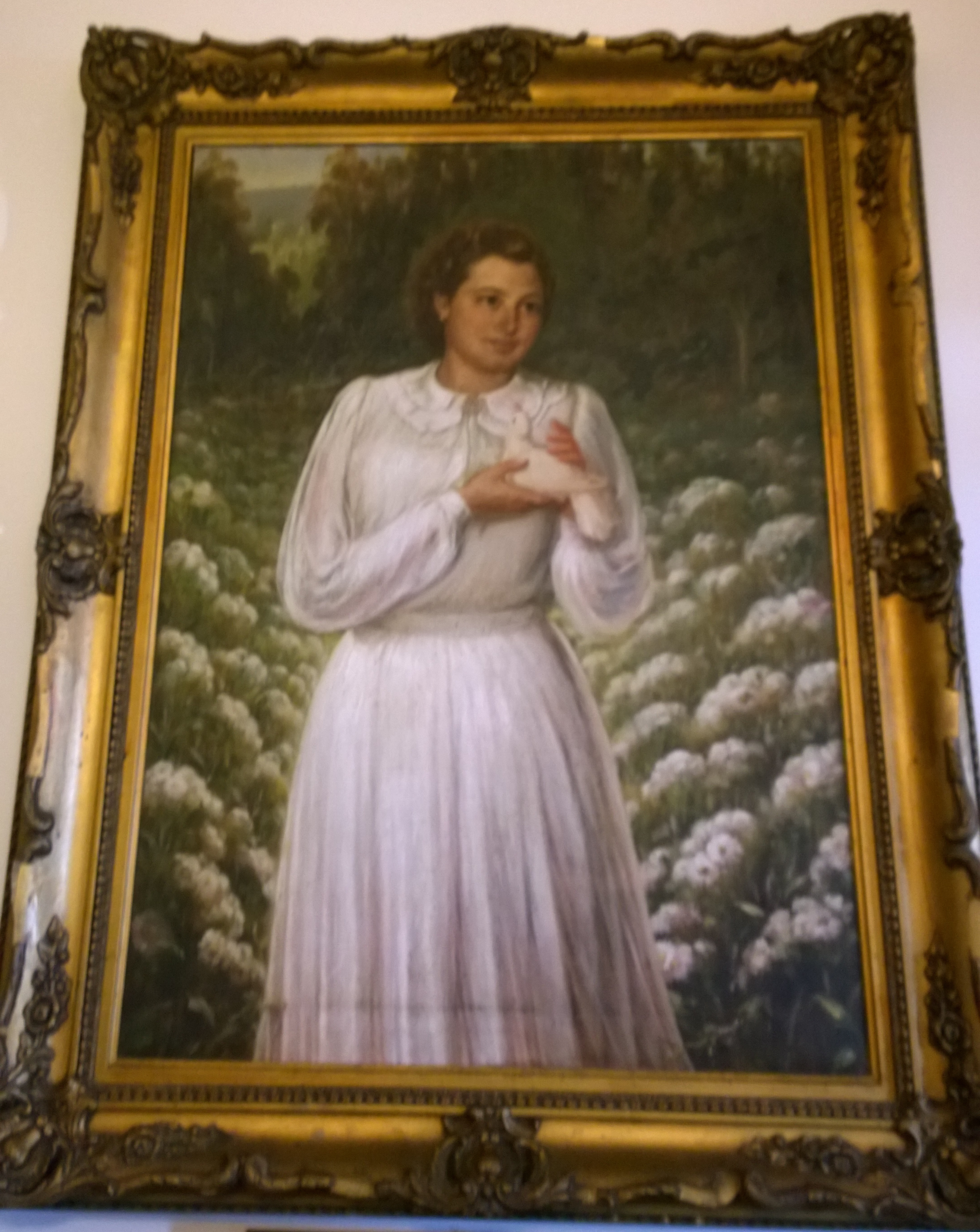
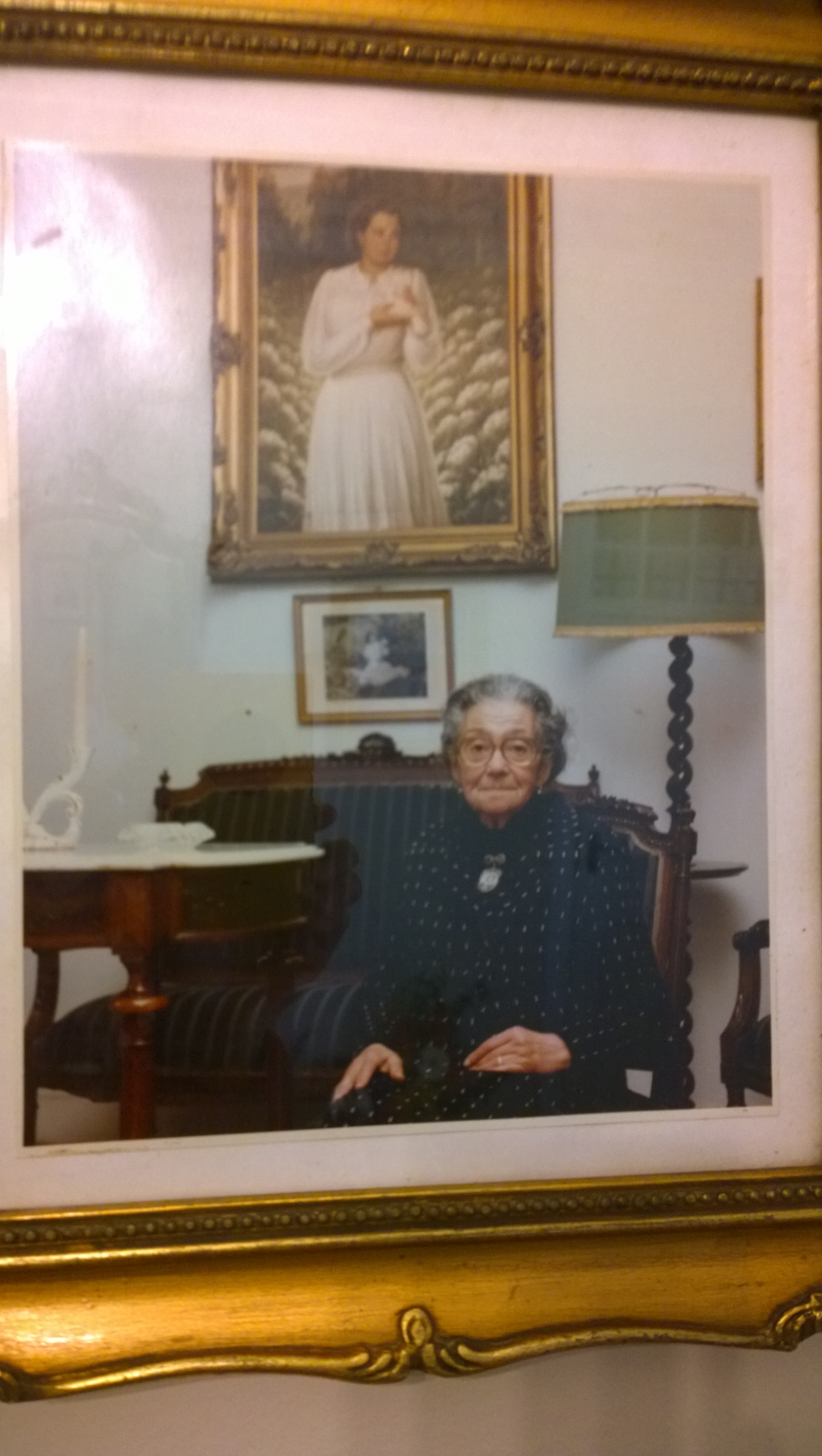
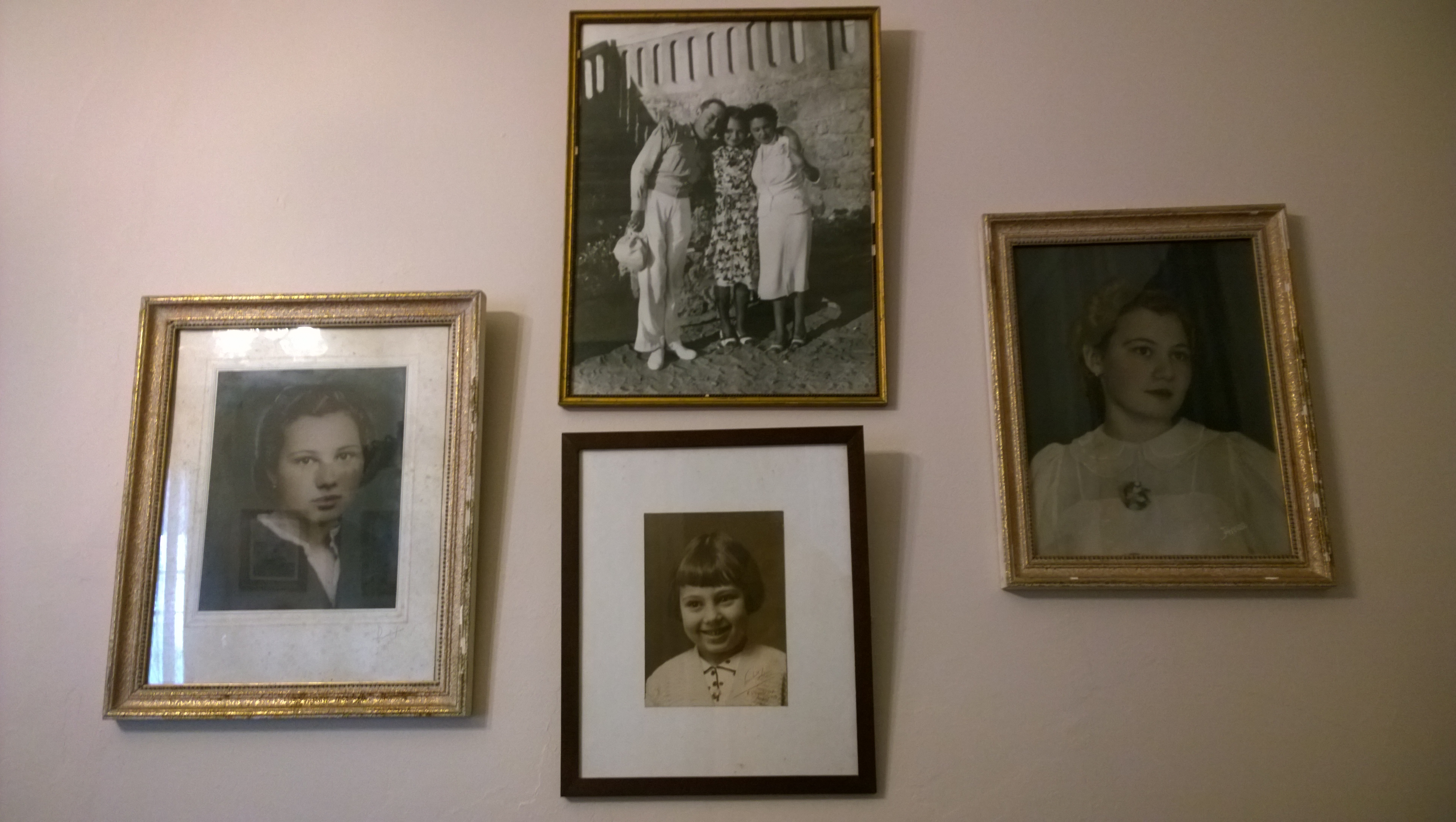
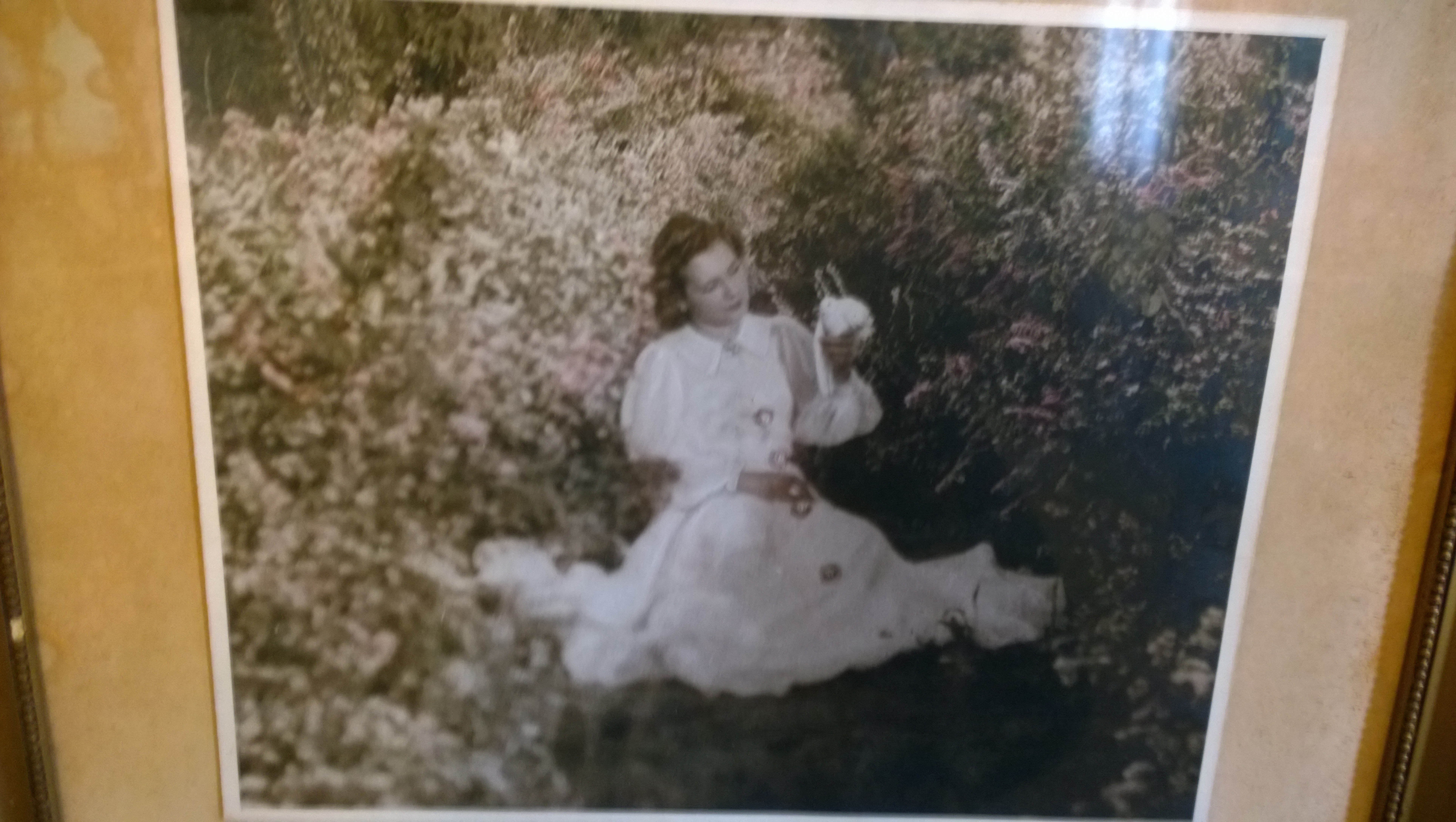
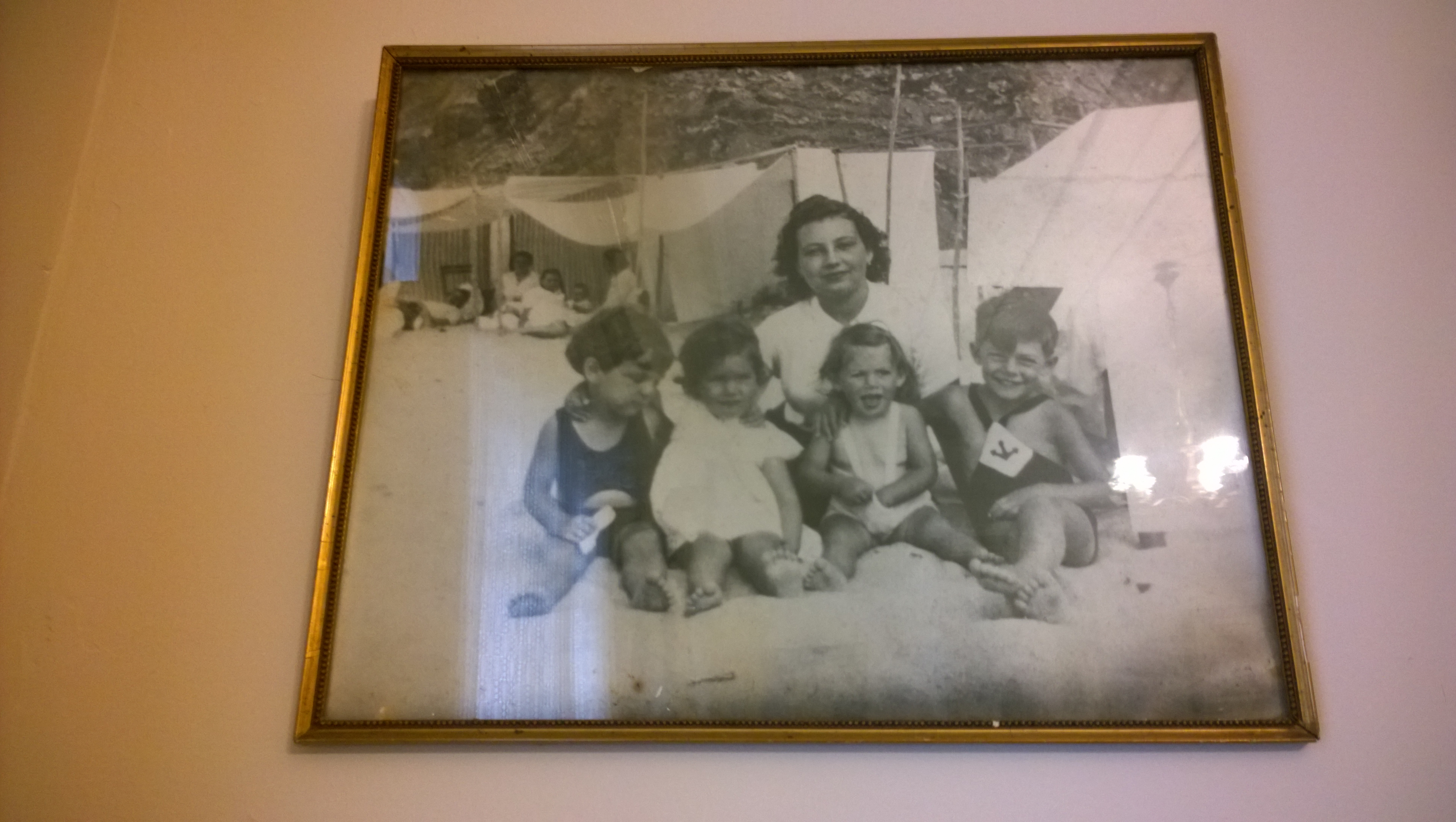
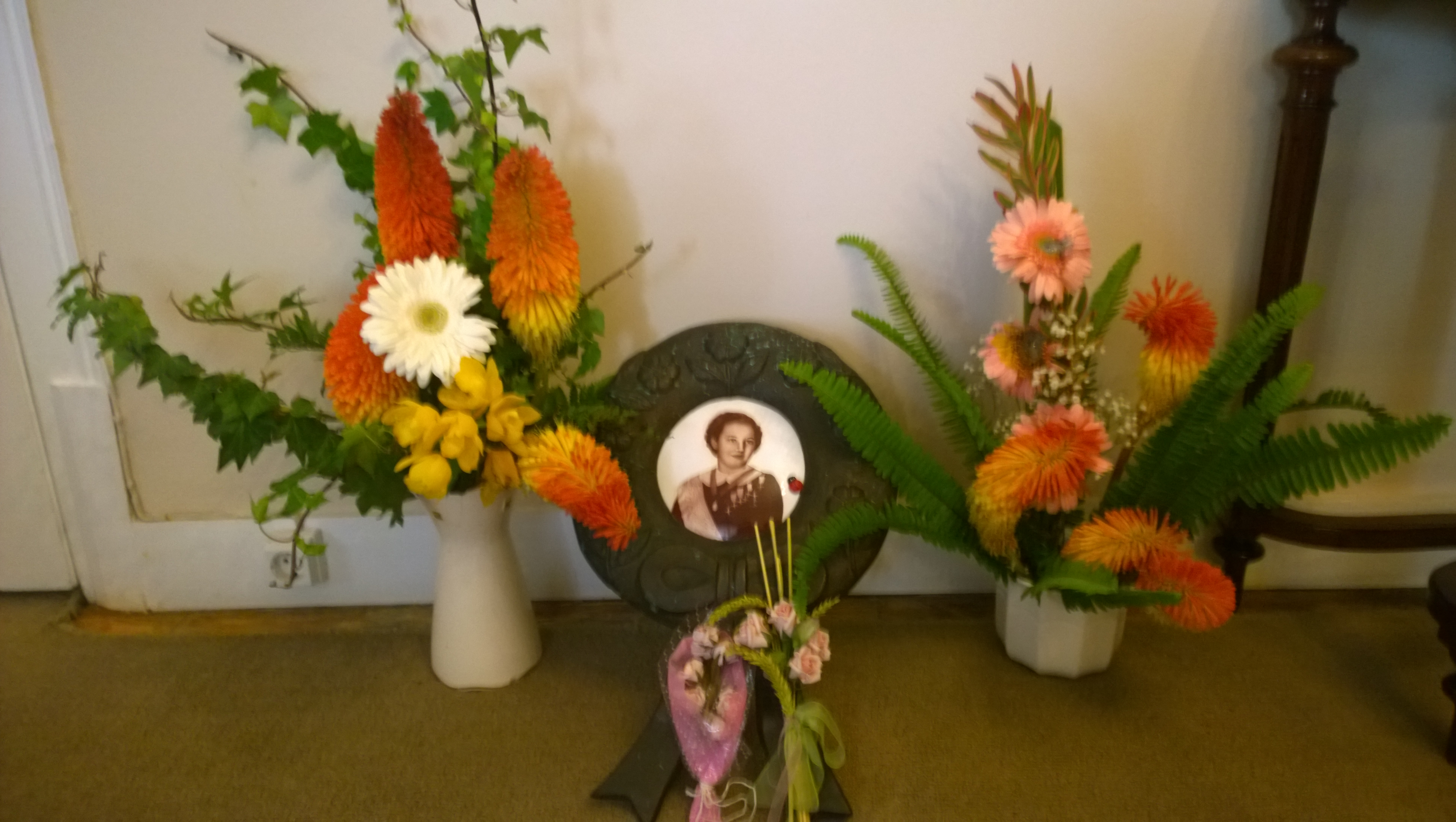

## Sãozinha e Santa Teresinha
No baptismo de Sãozinha, sua mãe consagrou-a a Nossa Senhora da Conceição, e quando, aos dois anos, o Papa Pio XI canonizou Teresa de Lisieux, sua mãe consagrou-lhe a sua filha. No seu quarto sempre esteve o retrato de Santa Teresinha do Menino Jesus e da Santa Face. Sãozinha consagrou a sua breve vida à arte de seduzir o Céu para que seu pai se tornasse um católico praticante. Sua mãe pertencia à Pia União de Santa Teresinha da freguesia das Mercês. Era publicamente uma devota de Santa Teresinha.

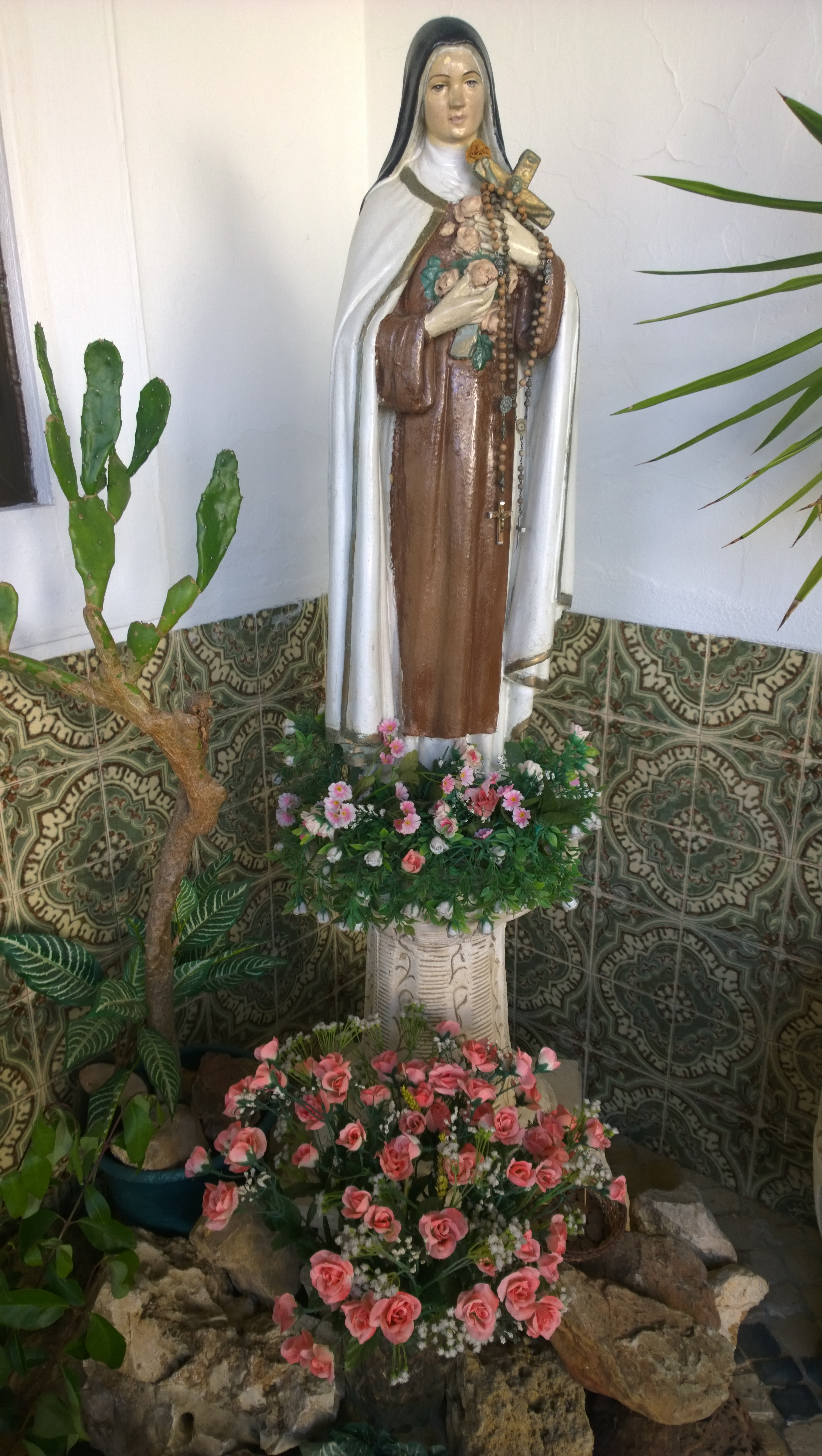
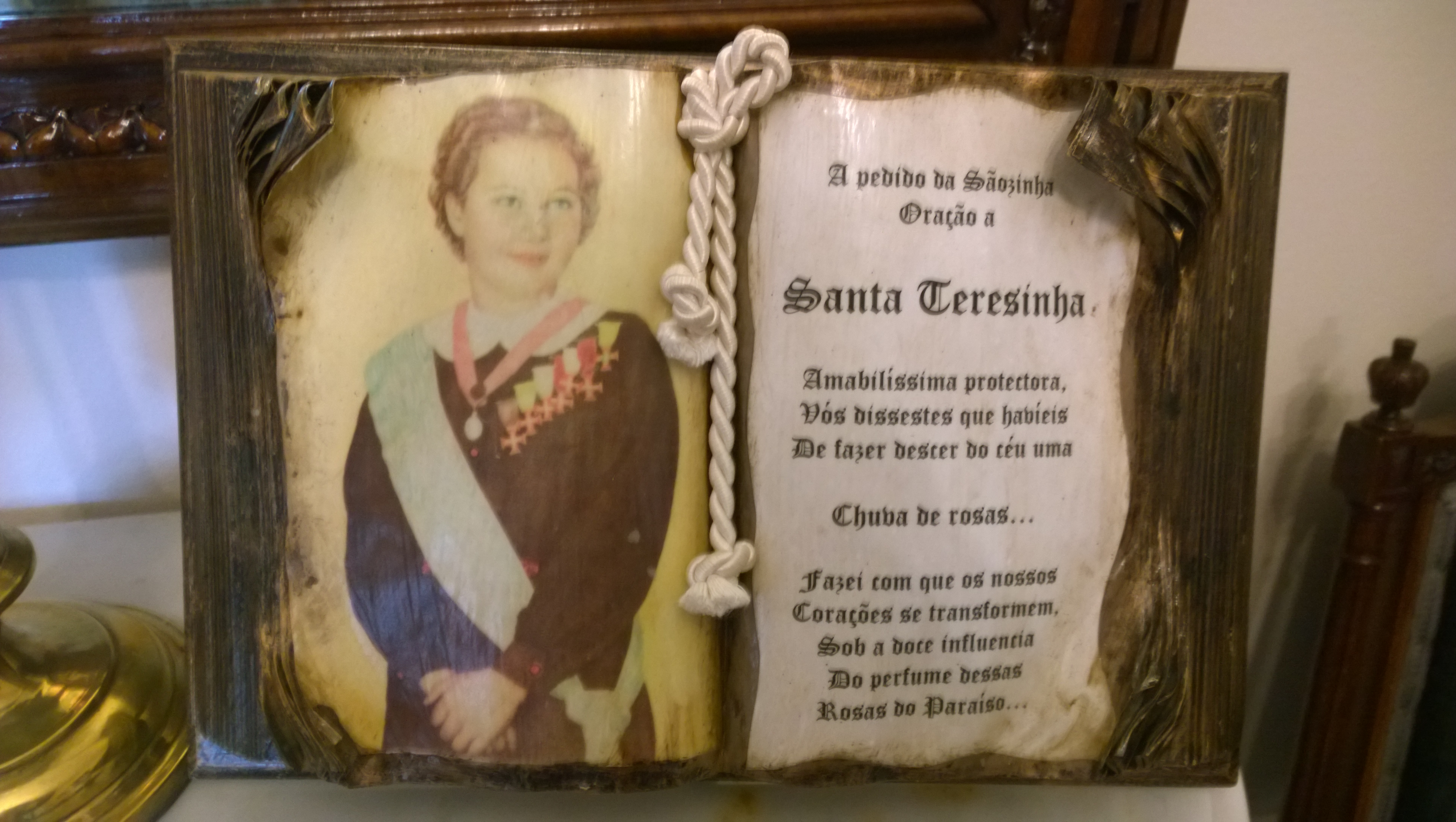

Das suas últimas palavras de Sãozinha na terra saiu o nome de Santa Teresinha. Sua mãe, como muitos outros peregrinos de Lisieux, ao não poder trazer relíquias de Santa Teresinha para Portugal trouxe terra do jardim do Carmelo da santa francesa. Após a morte de Sãozinha, seu pai converteu-se e tornou-se Servita de Fátima. Muitos se tornaram devotos de Santa Teresinha através do exemplo seguido pela Sãozinha.
O processo para a beatificação de Sãozinha encontra-se a decorrer desde 1994.